# Funicular de Castelo Branco

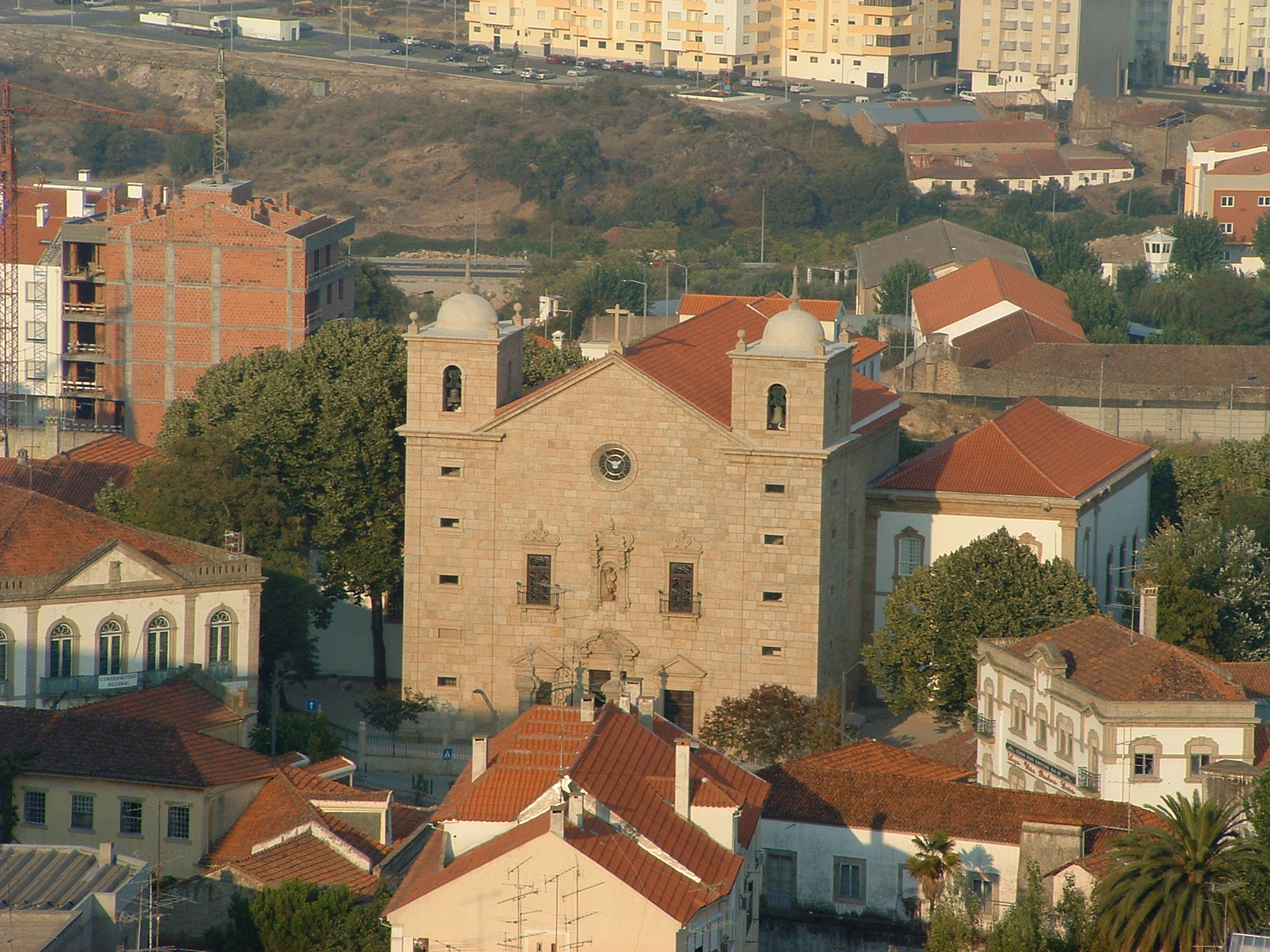
Fachada principal da Igreja de São Miguel (Sé), vista do castelo.

A construção de um funicular na cidade de Castelo Branco, em Portugal, ligando o Largo da Sé ao epónimo castelo pela Rua dos Peleteiros, está prevista desde 2005 como projecto a médio prazo, com conclusão aparentemente prevista para 2020. 